# Sonali Gulati
Sonali Gulati es una cineasta independiente, feminista, activista de base y educadora indio-estadounidense.

## Trayectoria
Gulati creció en Nueva Delhi, India. Su madre, profesora y diseñadora textil, la crio de forma independiente. Se declaró abiertamente lesbiana. Tiene un Máster en Cine y Artes Audiovisuales de la Universidad de Temple y una licenciatura en Pensamiento Social Crítico de la Universidad Mount Holyoke. Ha sido profesora en el Departamento de Fotografía y Cine de la Universidad de la Mancomunidad de Virginia.
Gulati ha realizado varios cortometrajes y un largometraje documental. Algunas de sus películas se han proyectado en más de quinientos festivales de cine de todo el mundo. Han sido proyectadas en el Museo Hirshhorn, el Museo de Bellas Artes de Boston, el Museo Nacional de Mujeres Artistas y en festivales de cine como el Margaret Mead Film Festival, el Thomas Edison Film Festival, el Slamdance Film Festival y el BlackStar Film Festival.
Nalini by Day, Nancy by Night, documental premiado en 2005, explora la externalización de procesos empresariales en la India. Fue transmitido por la televisión pública en Estados Unidos, Canadá, Europa, Australia, Nueva Zelanda, Medio Oriente, el sur de Asia y el norte de África. Su película I am se emitió por la televisión pública y por cable en Estados Unidos y Portugal.

## Reconocimientos
Gulati obtuvo una Beca Guggenheim de Cine. Ha ganado premios, subvenciones y becas de diferentes instituciones. Entre ellas la Third Wave Foundation (fundada por Rebecca Walker), la Robert Giard Memorial y el Museo de Bellas Artes de Virginia.
Su película I am ganó 14 premios:
- Premio del festival gay/lésbico (2011), Festival de Cine de los Grandes Lagos.[10]
- Premios especiales del jurado (2011), Festival Internacional de Cine Queer de Bombay.[11]
- Premio del público (2011), Festival de Cine Asiático-Americano de Filadelfia.[12]
- Gran Premio del Jurado, 10º Festival de Cine Asiático, Dallas.[13]
- Gran Premio del Jurado: Mejor Documental, Festival de Cine Indio de Los Ángeles.[14]

## Filmografía
- Sum Total (1999)
- Barefeet (2000)
- Name I Call Myself (2001)
- Where is there Room? (2002)
- Nalini by Day, Nancy by Night (2005)
- 24 Frames per Day (2008)
- I Am[15] (2011)
- Big Time-my doodled diary (2015)[16]
- Miles & Kilometres (2021)
- Bye Bye Lullaby (2023)
- Occupy[17]